# الناهضات الجزئية

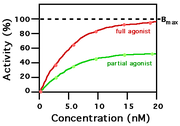
تأثيرات الناهض الكامل والناهض الجزئي

في علم الصيدلة, الناهضات الجزئية هي الأدوية التي ترتبط وتفعيل معين مستقبلات، ولكن لديها جزئية فقط فعالية في المستقبل بالنسبة إلى أ ناهض كامل. ويمكن أيضا النظر فيها بروابط التي تعرض على حد سواء ناهض وعدائية الآثار-عندما يكون كل من ناهض كامل وناهض جزئي موجودة ، ناهض جزئي في الواقع بمثابة خصم تنافسي، التنافس مع الناهض الكامل لإشغال المستقبلات وإنتاج انخفاض صاف في تنشيط المستقبلات الذي لوحظ مع الناهض الكامل وحده. سريريا ، يمكن استخدام ناهضات جزئية لتنشيط المستقبلات لإعطاء استجابة دون الحد الأقصى المرغوبة عند وجود كميات غير كافية من الترابط الداخلي ، أو يمكن أن تقلل من التحفيز المفرط للمستقبلات عند وجود كميات زائدة من الترابط الداخلي.
بعض الأدوية الشائعة حاليًا والتي تم تصنيفها على أنها منبهات جزئية في مستقبلات معينة تشمل بوسبيرون ، أريبيبرازول ، بوبرينورفين ، نالميفين ونوركلوزابين . من أمثلة الروابط التي تنشط مستقبلات غاما المنشّطة بالبيروكسيسوم كمنبهات جزئية هونوكيول وفالكارينديول .   يعددلتا 9- رباعي هيدروكانابيفارين (THCV) ناهضًا جزئيًا لمستقبلات CB2 وقد يكون هذا النشاط متورطًا في التأثيرات المضادة للالتهابات بوساطة ∆9-THCV. بالإضافة إلى ذلك، يعتبر دلتا -9- رباعي هيدروكانابينول (THC) ناهضًا جزئيًا لكل من مستقبلات CB1 وCB2، حيث يكون الأول مسؤولاً عن تأثيراته النفسية.

## أنظر أيضا
- خصم تنافسي
- النشاط الودي الجوهري لحاصرات بيتا
- ناهض معكوس
- ناهض / خصم مختلط